# 226-й окремий автомобільний батальйон (Україна)
226-й окремий автомобільний батальйон (226 ОАБ, в/ч А2927) — з'єднання автомобільних військ сухопутних військ ЗС України. Сформоване у складі Оперативного командування «Північ».